# Sylvi Saimo
Sylvi Riitta Saimo, nata Sikiö (12 novembre 1914 – Laukaa, 12 marzo 2004), è stata una canoista finlandese.

## Palmarès

### Olimpiadi
- Oro a Helsinki 1952 nel K1 500 metri.

### Mondiali - Velocità
- Oro a Copenaghen 1950 nel K1 500 metri.
- Oro a Copenaghen 1950 nel K2 500 metri.